# یوریزان بلتران
یوریزان بلتران (انگلیسی: Yurizan Beltran؛ زاده ۲ نوامبر ۱۹۸۶) بازیگر پورنوگرافی اهل ایالات متحده آمریکا بود. او در ۱۳ دسامبر ۲۰۱۷ در گذشت.